# 말루가
말루가(아랍어: ملوجة)는 주로 콩이 들어간 식사나 달걀 스크램블, 우락유, 그리고 다른 많은 예멘 음식과 함께 제공되는 예멘의 납작빵이다.

## 준비
말루가 반죽은 물, 이스트, 소금, 밀가루를 섞어서 만들며 이는 피자 반죽과 매우 비슷하다. 이 반죽은 다른 빵들의 반죽에 비해서 더 잘 펴지며 팽창을 위해 1시간가량 놓아두는 경우가 많다. 손질은 주로 굽기 전에 미리 큰 조각으로 잘라 놓는다.. 따뜻한 버터를 피자에 뿌리기도 하는데, 이때에는 버터를 뿌린 뒤 접고 또 다시 버터를 뿌리는 과정이 1-3번가량 반복된다. 버터를 뿌리고 둥근 빵을 만드는 과정도 끝나면 굽기에 들어간다. 탄두르에 굽는 경우에 대부분이며, 전자 오븐에 굽기도 한다. 버터나 우락유와 함께 먹으며, 가끔 말루가 표면에 뿌려서 윤기를 나게 할 수도 있다.

## 소비
가격이 싸기 때문에 말루가는 가난한 예멘 사람들의 주식으로 한때 각광받기도 하였다. 하지만 이스트와 밀가루의 값이 폭등하는 바람에 2004년에서 2007년에 걸쳐 말루가의 값은 150%나 폭등하였다.

## 같이 보기
- 납작빵
- 예멘 요리
- 탄두르